# Sand Springs (Texas)
Sand Springs es un lugar designado por el censo ubicado en el condado de Howard en el estado estadounidense de Texas. En el Censo de 2010 tenía una población de 835 habitantes y una densidad poblacional de 125,45 personas por km².

## Geografía
Sand Springs se encuentra ubicado en las coordenadas 32°16′49″N 101°20′50″O / 32.28028, -101.34722. Según la Oficina del Censo de los Estados Unidos, Sand Springs tiene una superficie total de 6.66 km², de la cual 6.66 km² corresponden a tierra firme y (0%) 0 km² es agua.

## Demografía
Según el censo de 2010, había 835 personas residiendo en Sand Springs. La densidad de población era de 125,45 hab./km². De los 835 habitantes, Sand Springs estaba compuesto por el 92.34% blancos, el 0.48% eran afroamericanos, el 0.84% eran amerindios, el 0.36% eran asiáticos, el 0% eran isleños del Pacífico, el 4.67% eran de otras razas y el 1.32% pertenecían a dos o más razas. Del total de la población el 18.44% eran hispanos o latinos de cualquier raza.